# Síndrome do olho de gato
Síndrome do olho de gato é uma raríssima anomalia genética que está associada ao cromossoma 22 (trissomia). O termo "olho de gato" tem origem na peculiar forma dos olhos dos portadores da anomalia genética. A íris do portador é muito clara parecendo com o olho de um gato, embora em apenas metade dos casos os portadores possuem essa característica.

## Características
As características da doença são:
- Anormal obstrução do ânus;
- Coloboma da íris;
- Fissura nas pálpebras;
- Problemas cardíacos;
- Problemas renais (falta, excesso ou rins subdesenvolvidos);
- Estatura baixa;
- Escoliose;
- Retardo mental (embora varie, havendo a possibilidade de alto, médio, ou nenhum retardo mental);
- Mandíbula atrofiada;
- Hérnias.

Há casos raros de más formações em outros órgãos.